# Ossès
Ossès é uma comuna francesa na região administrativa da Nova Aquitânia, no departamento dos Pirenéus Atlânticos. Estende-se por uma área de 43,25 km². Em 2010 a comuna tinha 849 habitantes (densidade: 19,6 hab./km²).